# Isbränna
Isbränna är en typ av skada på övervintrande växter som orsakas av kvävning till följd av isbildning. Om ytvattnet fryser till ett tätt istäcke förhindras gasutväxling mellan atmosfären och luftporerna i marken. Detta leder till anaeroba förhållanden i marken, vilket leder till att växter skadas eller dör.
Isbränna kan exempelvis drabba gräsmattor.